# New Bremen (New York)
Pour l’article homonyme, voir New Bremen (Ohio).
New Bremen (litt. en français : « Nouvelle-Brême ») est une ville située dans le comté de Lewis, dans l'État de New York, aux États-Unis,. En 2010, elle comptait une population de 2 706 habitants.

## Démographie
Lors du recensement de 2010, la ville comptait une population de 2 706 habitants. Elle est estimée, en 2016, à 2 692 habitants.